# Тріщук біловолий
Тріщу́к біловолий (Henicorhina leucosticta) — вид горобцеподібних птахів родини воловоочкових (Troglodytidae). Мешкає в Мексиці, Центральній і Південній Америці. Виділять низку підвидів.

## Опис
Довжина птаха становить 10-11,5 см, вага 15,7 г. Верхня частина тіла коричнева, надхвістя рудувато-коричневе, тім'я чорнувате. Над очима білі "брови". через очі ідуть чорні смуги, скроні і шия чорні, поцятковані білуватими смугами. Горло і груди білі, живіт і боки охристо-коричневі, груди з боків сірі. Крила і хвіст рудувато-коричневі, поцятковані чорними смугами. Очі карі, дзьоб чорний, знизу біля основи роговий, лапи темно-сірі. Виду не притаманний статевий диморфізм. У молодих птахів верхня частина голови коричнева, легко контрастує зі спимою, горло і груди сіруваті, іноді поцятковані темними смугами.

## Підвиди
Виділяють тринадцять підвидів:
- H. l. decolorata Phillips, AR, 1986 — схід центральної Мексики;
- H. l. prostheleuca (Sclater, PL, 1857)[5] — східна і південна Мексика (на південь від Сан-Луїс-Потосі) і Беліз;
- H. l. smithei Dickerman, 1973 — від південного Юкатану до Гватемали (Петен);
- H. l. tropaea Bangs & Peters, JL, 1927[6] — Гондурас, Нікарагуа, схід Коста-Рики;
- H. l. costaricensis Dickerman, 1973[7] — центральна Коста-Рика (Картаго, Лимон);
- H. l. pittieri Cherrie, 1893[8] — південно-західна Коста-Рика і західна Панама (на схід до Зони Каналу);
- H. l. alexandri Phillips, AR, 1986[9] — Карибські схили на сході Панами і на північному заході Колумбії;
- H. l. darienensis Hellmayr, 1921[10] — Тихоокеанські схили на сході Панами і на заході Колумбії;
- H. l. albilateralis Chapman, 1917[11] — північ центральної Колумбії;
- H. l. leucosticta (Cabanis, 1847) — східна і південна Венесуела, Гвіана і північна Бразилія;
- H. l. eucharis Bangs, 1910[12] — західна Колумбія (долина річки Дагуа[en]);
- H. l. inornata Hellmayr, 1904[13] — південно-західна Колумбія і північний захід Еквадору;
- H. l. hauxwelli Chubb, C, 1920[14] — південна Колумбія, схід Колумбія і північний схід Перу.

## Поширення і екологія
Біловолі тріщуки мешкають в Мексиці, Гватемалі, Белізі, Гондурасі, Нікарагуа, Коста-Риці, Панамі, Колумбії, Еквадорі, Перу, Бразилії, Венесуелі, Гаяні, Суринамі і Французькій Гвіані. Вони живуть у вологих рівнинних і гірських тропічних лісах. Зустрічаються парами або невеликими сімейними зграйками, переважно на висоті до 1300 м над рівнем моря. Живляться комахами та іншими безхребетними, яких шукають в нижньому ярусі лісу на висоті до 2-3 м над землею.
Сезон розмноження в Коста-Риці триває з лютого по травень, в Суринамі з січня по липень. Гніздо кулеподібне з бічним входом, робиться з рослинних волокон і корінців, встелюється пір'ям і покривається зовні мохом. В кладці 2 білих яйця, іноді легко поцяткованих коричневими плямками. Індкбаційний період триває 18 днів, насиджують лише самиці. Пташенята покидають гніздо через 17-18 днів після вилуплення. За ними доглядають і самиці, і самці.